# Egersund
Egersund è una città e centro amministrativo del comune di Eigersund, nella contea di Rogaland, in Norvegia.
Il comune attualmente conta circa 14 800 abitanti (2020), 11 400 circa sono quelli della città.
La cittadina si sviluppa in una baia che si inoltra dallo stretto che separa la terraferma dall'isola di Eigerøya.